# 広島原爆をテーマとした作品
広島原爆をテーマとした作品（ひろしまげんばくをテーマとしたさくひん）では太平洋戦争末期の1945年8月6日に広島県広島市にアメリカ軍によって投下された、原子爆弾を題材した著名な作品を記す。 
- 水田九八二郎 『原爆文献を読む　原爆関係書2176冊』（中公文庫、1997年品切）

初版『原爆を読む　広島・長崎を語りつぐ全ブックリスト』（講談社、1982年絶.絶望新次元

## 文学作品

### 小説
- 壺井栄 『石臼の歌』、1945年
- 大田洋子 『屍の街』、1946年 - ISBN 4061963287、『半人間』
- 原民喜 『壊滅の序曲』・『夏の花』・『廃墟から』、1947年 - ISBN 4101163014（青空文庫:原民喜で公開）
- 徳川夢声『連鎖反応ヒロシマユモレスク』1952年 - ISBN 4860293010
- 阿川弘之 『春の城』、1953年 - ISBN 4101110018
- 阿川弘之 『魔の遺産』、1953年
- 堀田善衛 『審判』、1960年 - ISBN 4480700552
- 竹西寛子 『管絃祭』、『儀式』、1963年 - ISBN 4061975595
- 井上光晴 『地の群れ』、1963年　-　ISBN 978-4-10-113802-2
- 高橋和巳 『憂鬱なる党派』、1965年
- いいだもも 『アメリカの英雄』、1965年
- 井伏鱒二 『黒い雨』、1966年 - ISBN 4101034060
- 福永武彦 『死の島』、1966年　-　ISBN 978-4-10-111508-5、ISBN 978-4-10-111509-2
- 大庭みな子 『浦島草』、1977年　- ISBN 978-4-06-112833-0
- 渡辺広士 『終末伝説』、1978年
- 小田実 『HIROSHIMA』、1981年 - ISBN 4061975749
- 山口勇子　『荒れ地野ばら』、1982年 - ISBN 978-4-406-00785-6
- 村上親康 『広島の白い空』、2007年 - ISBN 4286037088
- 井上雅博 『この空の下で』、2011年 - ISBN 978-4904826157
- 五藤利弘 『おかあさんの被爆ピアノ』、2020年 - ISBN 978-4-06-520286-9

### 戯曲
- 小山祐士『二人だけの舞踏会』1956年
- 田中千禾夫『マリアの首ー幻に長崎を想う曲ー』1959年 - ISBN 4903709035
- 井上ひさし 『父と暮せば』 新潮文庫- ISBN 4101168288

### 詩集
- 原民喜 『原爆小景』
- 峠三吉 『原爆詩集』、1951年 - ISBN 425095031X - （青空文庫:峠三吉）
- 栗原貞子 『生ましめん哉』 - ISBN 4812014808
- ナジム・ヒクメット 『死んだ少女』 - ISBN 4772001298

### 漢詩
土屋竹雨『原爆行』

### 歌集
- 正田篠枝 『さんげ』、 1947年 - 私家版[1]

著者の伝記は水田九八二郎『目をあけば修羅 被爆歌人正田篠枝の生涯』（未來社 1983年）
- 山本康夫『閃光 : 原爆歌集』、1998年 - 著者（1983年没）の生前の歌集から、原爆に関連する短歌を集めたもの。著者は広島の歌人で、原爆投下により長男を亡くした。

### 朗読劇
- 地人会 『この子たちの夏』 1985年 初演[2]

「母と子」をテーマに被爆体験記をまとめた、ヒロシマ/ナガサキ/その後、の三部構成の朗読劇。

### 童話
- 丸木俊・丸木位里『ピカドン』、1950年 - ISBN 4338010207
- 正田篠枝 『ピカッ子ちゃん』、1962年 - ISBN 4803118027
- 松谷みよ子 『ふたりのイーダ』、1969年 - ISBN 4062611554
- 今西祐行 『あるハンノキの話』、1989年 - ISBN 4036501208
- 大川悦生 『はとよひろしまの空を』、1979年 - ISBN 4591061264

### 絵本
- 丸木俊 『ひろしまのピカ』 ISBN 4338022019
- 那須正幹・西村繁男 『絵で読む広島の原爆』ISBN 978-4834012651
- 森本順子 『わたしのヒロシマ』ISBN 978-4323013527
- 山口勇子作・四国五郎絵 『絵本 おこりじぞう』 ISBN 4323002378
- 児玉辰春、長澤靖『まっ黒なおべんとう』
- 児玉辰春、おぼまこと『伸ちゃんのさんりんしゃ』
- 児玉辰春、北島新平『よっちゃんのビー玉』
- 児玉辰春、長澤靖 『かえってきたつりがね』
- 松谷みよ子 『ふたりのイーダ』ISBN 4062135337
- 松谷みよ子『まちんと』ISBN 978-4034380109
- 松谷みよ子『ミサコの被爆ピアノ』ISBN 4062141345
  - 水田九八二郎 『原爆児童文学を読む』（三一書房、1995年）を参照。ISBN 4380952517
- 長崎源之助 『ひろしまのエノキ』 ISBN 978-4494006847
- 岩崎京子 『原爆の火』ISBN 978-4406027533
- 大道あや 『ヒロシマに原爆がおとされたとき』ISBN 4591073025
- 石倉欣二 『海をわたった折り鶴』ISBN 4338180382
- 指田和 『ヒロシマのいのちの水』ISBN 978-4580820616
- 指田和子 『ヒロシマのピアノ』ISBN 978-4580820005
- 管聖子 『シゲコ！ヒロシマから海をわたって』ISBN 978-4036450404
- 高橋昭博　『ヒロシマのおとうさん ヒロシマの心を子どもたちに』
- まさきかずみ 『走れひばく電車』
- 奥田貞子 『子どもの世界30 ケイコちゃん ごめんね』
- 森本順子 『わたしのヒロシマ』
- 深川宗俊 『ひろしまの子 -愛のうた-』
- 吉元直志郎 『むかえじぞう』
- 天野夏美『いわたくんちのおばあちゃん』
- 原爆絵本シリーズ
  - 四国五郎　1.『ヒロクンとエンコウさん』
  - 入野忠芳　2.『もえたじゃがいも』
  - 山下まさと　3.『原爆の少女ちどり』
  - 下村仁一　4.『とうちゃんの涙』
  - 白井史明　5.『ミヨちゃんの笛』
  - 山本美次　6.『金魚がきえた』
  - 金崎是　7.『天に焼かれる』

## 手記
- 長田新編 『原爆の子〜広島の少年少女のうったえ』 - ISBN 4003317718
- 廣中俊雄 『炎の日 1945年8月6日』、1950年[3]
- 山口彊 『二重被爆』- ISBN 4022616334
- トーマス・C・カートライト著 森重昭訳『爆撃機ロンサムレディー号 - 被爆死したアメリカ兵』、日本放送出版協会、2004　ISBN 978-4140808887
- 田邊雅章『原爆が消した廣島』文藝春秋、2010年、ISBN 978-4163732008

## 随筆
- 中谷宇吉郎 『原子爆弾雑話』、1945年

## ノンフィクション
- ジョン・ハーシー 『Hiroshima』、1949年 （日本語訳『ヒロシマ』- ISBN 978-4588316128）
- 大江健三郎 『ヒロシマ・ノート』岩波新書 - ISBN 4004150272
- 関千枝子 『広島第二県女二年西組 - 原爆で死んだ級友たち』ちくま文庫 - ISBN 4480022414
- 柳田邦男『空白の天気図』新潮文庫、1981年、ISBN 4101249016（現在は「新潮オンデマンドブックス」で刊行中/内容の一部は映像化され、江波山気象館で見ることができる）
- 堀川恵子、小笠原信之『チンチン電車と女学生』日本評論社、2005年7月、ISBN 4535584257
- 中条一雄『原爆は本当に8時15分に落ちたのか - 歴史をわずかに塗り替えようとする力たち』三五館、2001年, ISBN 4883202291
- 堀川恵子『原爆供養塔 忘れられた遺骨の70年』文藝春秋、2015年、ISBN 978-4-16-390269-2

## 写真集
- 土門拳 『ヒロシマ』（1958年）　増補版が刊行
- 福島菊次郎 『ピカドン ある原爆被災者の記録』（1961年）
- 土門拳 『生きているヒロシマ』（1978年）
- 松重美人 『なみだのファインダー - 広島原爆被災カメラマン松重美人の1945.8.6の記録』 - ISBN 4324071144
8月6日に撮影した唯一のカメラマン。
- 林重男 『爆心地ヒロシマに入る - カメラマンは何を見たか』 - ISBN 4005002080
- 細江英公 『死の灰』（2007年）
- 石内都 『ひろしま』（2008年） - ISBN 978-4-08-780482-9 
衣服を中心とした遺品を撮影。全頁カラーで収録。

## 絵画・絵画集

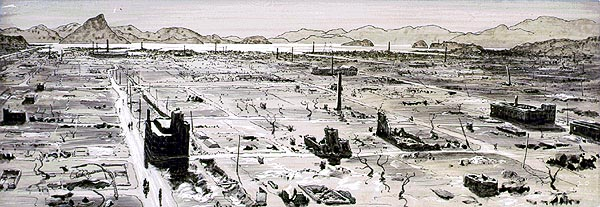
スタンディッシュ・バッカス『広島、1945年』（水彩、1945年）

アメリカ海軍の軍人で従軍画家だったスタンディッシュ・バッカスによる原爆投下直後の広島の水彩画や、被爆者による原爆の絵運動による記録画が知られる。
- 吉田初三郎 『HIROSHIMA』 広島図書、1949年
- NHK広島放送局 『原爆の絵 - ヒロシマの記憶』 - ISBN 4140807520
- 丸木位里・丸木俊（共作）『ピカドン』　『原爆の図』連作
- 山﨑理恵子「原爆ドーム合作絵画の会」による合作（2024年からは山﨑に変わって清古尊が制作を行っている）

## ドキュメンタリー
- スティーヴン・ウォーカー 『カウントダウン・ヒロシマ』、2005年 - ISBN 9784152086549
- 広島テレビ放送編『いしぶみ - 広島二中一年生全滅の記録』（1975年発行の改訂版　旧版では『碑』表記）、2005年 - ISBN 9784591087329
- 久保安夫、中村雅人、岩堀 政則『原爆搭載機（B29エノラ・ゲイ）「射程内ニ在リ」』1990 年 - ISBN 9784651142012
- 白井久夫『幻の声-NHK広島8月6日』（岩波新書）、1992年 - ISBN 9784004302360
- 井上恭介『ヒロシマ - 壁に残された伝言』（集英社新書）、2003年 - ISBN 9784087201925

## テレビドキュメンタリー
- 碑（1969年10月9日放送、広島テレビ） - 日本テレビ他で全国放送
  - いしぶみ〜忘れない。あなたたちのことを〜（2015年8月1日放送、広島テレビ） - 上記のリメイク版
- NHK特集「夏服の少女たち 〜広島・昭和20年8月6日〜」（1988年8月7日放送、NHK総合） - アニメーションとドキュメンタリーのカップリング
- NHKスペシャル「早坂暁のヒロシマ遍路」（1997年9月7日放送、NHK衛星第一）
- NHKスペシャル「原爆投下・10秒の衝撃」（1998年8月6日放送、NHK総合）
- NNNドキュメント'03「チンチン電車と女学生 2003・夏・ヒロシマ」（2003年8月31日放送、広島テレビ） - NNN系列全国放送
- TBSテレビ50周年企画「ヒロシマ 〜あの時、原爆投下は止められた〜」（2005年8月5日放送、TBS）
- ザ・ノンフィクション「康子のバラ〜19歳、戦渦の日記〜」（2009年8月2日放送、フジテレビ）
- ハイビジョン特集「少女たちの日記帳 ヒロシマ 昭和20年4月6日〜8月6日」（2009年8月2日放送、NHK-BShi）[4]

上記の他、「NHK特集」「NHKスペシャル」で毎年8月6日の前後を中心に関連番組が多数放送されている。

## テレビドラマ
- テレビ指定席『あしあと』[5]（NHK総合、1961年）
- 『怪奇大作戦』第5話「死神の子守唄」（TBS・円谷プロ、1968年）
- 特集テレビドラマ『夏の光に…』（NHK総合、1980年）
- 『黒い雨 姪の結婚』（日本テレビ、1983年）
- 『ふたたびの街』（NHK総合、1986年）
- NHKスペシャル『失われし時を求めて〜ヒロシマの夢〜』（NHK総合、1989年）
- 水曜グランドロマン『リトルボーイ・リトルガール』（日本テレビ、1989年）
- NHKスペシャル『ドキュメンタリードラマ マミーの顔が僕は好きだ〜母と子のヒロシマ〜』（NHK総合、1990年）
- 土曜ドラマ『されど、わが愛』（NHK総合、1995年）
- 『ヒロシマ 原爆投下までの4か月』（NHK総合、1996年）[6]
- 涙そうそうプロジェクト『広島 昭和20年8月6日』（TBS、2005年）
- 『はだしのゲン』（フジテレビ、2007年）
- 『この世界の片隅に』 (日本テレビ、2011年) （TBS、2018年）
- 『戦後70年 一番電車が走った』（NHK総合、2015年）
- ヒロシマ８．６ドラマ 『ふたりのキャンバス』（NHK総合、2017年）
- 『夕凪の街 桜の国2018』（NHK総合、2018年）
- 『太陽の子』（NHK総合、2020年）

## 漫画
- 谷川一彦 『星はみている』、1957年[7]
- 白土三平 『消え行く少女』、1959年
- 中沢啓治 『はだしのゲン』、1973-1985年 - ISBN 4811304004　他
  - なお中沢啓治のはだしのゲン以外の作品については中沢啓治#原爆・戦争関係も参照。
- 中沢啓治 『いつか見た青い空』
- 弘兼憲史  『1945年夏物語』- ハロー張りネズミの末期の一部
- 山岸凉子 『夏の寓話』、1976年
- こうの史代 『夕凪の街 桜の国』、2003-2004年、 - ISBN 4575297445
- こうの史代『この世界の片隅に』、2007-2009年
- WOLVERINE:LOGAN、2008年-2009年 ISBN 978-0785134251[8]
- さすらいのカナブン 『原爆に遭った少女の話』 (初出日 2012年6月3日) ASIN B00EDTW2DM - 広島電鉄家政女学校に在学中、被爆した祖母の体験談を漫画化した作品
- 三門ジャクソン 『スカイフォール〜消し尽くせぬ夏の光〜』、2018年-

## アニメーション
アニメーションのほとんどは、中沢啓治によって創立されたゲンプロダクションが製作する事が多い。また下記の作品の大半が、原爆投下に巻き込まれていく一般市民（老人、子供を含む）の被爆描写及び殺戮描写が残虐に描かれている事が多い。このため、広島市の小学校の平和教育で1990年代まではほぼ強制的に見させられた児童から、あまりの残虐さからアニメそのものを観ることを嫌う児童が増えていた。
- 『ピカドン』（監督:木下蓮三） 1978年
- 『はだしのゲン』（原作:中沢啓治）1983年、1986年の2度アニメ映画化されている[10]
- 『なっちゃんの赤いてぶくろ』（監督：瀬藤 祝　原作：西野 綾子）1987年
- 『クロがいた夏』（原作:中沢啓治）1990年
- 『ヒロシマに一番電車が走った』（制作：NHK広島放送局）1993年
- 『真っ黒なおべんとう』1990年（監督：出崎哲　原作：児玉辰春） - 原爆資料館に展示されている折免滋の遺品にまつわる物語。
- 『伸ちゃんの三輪車』（原作：児玉辰春） - 原爆資料館に展示されている鉄谷信男の長男、伸一の遺品にまつわる物語。
- 『よっちゃんのビー玉』（監督：青木雄三　原作：児玉辰春）1999年 - 原爆資料館にある熱で溶けたガラスビンにまつわる物語。
- 『つるにのって〜とも子の冒険〜』
- 『おかあさんの木』
- 『おこりじぞう』（制作：NHK）
- 『はとよひろしまの空を』
- 『ひろしまのエノキ』
- 『夏服の少女たち』
- 『黒い雨が降る時』
- 『この世界の片隅に』、2016年(監督：片淵須直　原作：こうの史代)
- 『ヤマンへの手紙（―ヒバクシャからの手紙―）」2019年 (監督・脚本・絵コンテ・映像演出・編集：加藤道哉)

## 映画

### 年代順

『二十四時間の情事』（1959年）

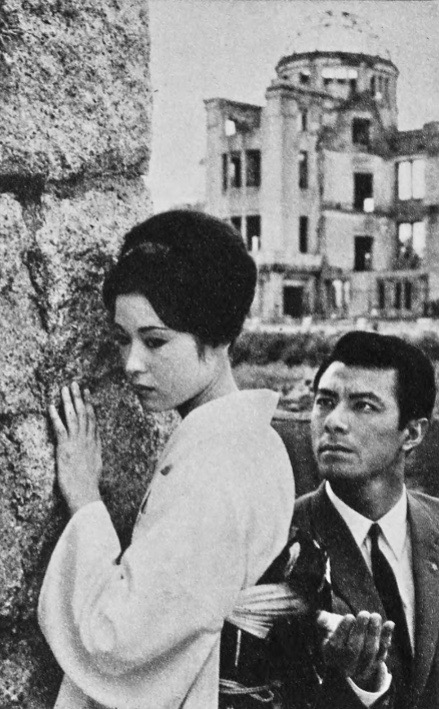
『その夜は忘れない』（1962年）

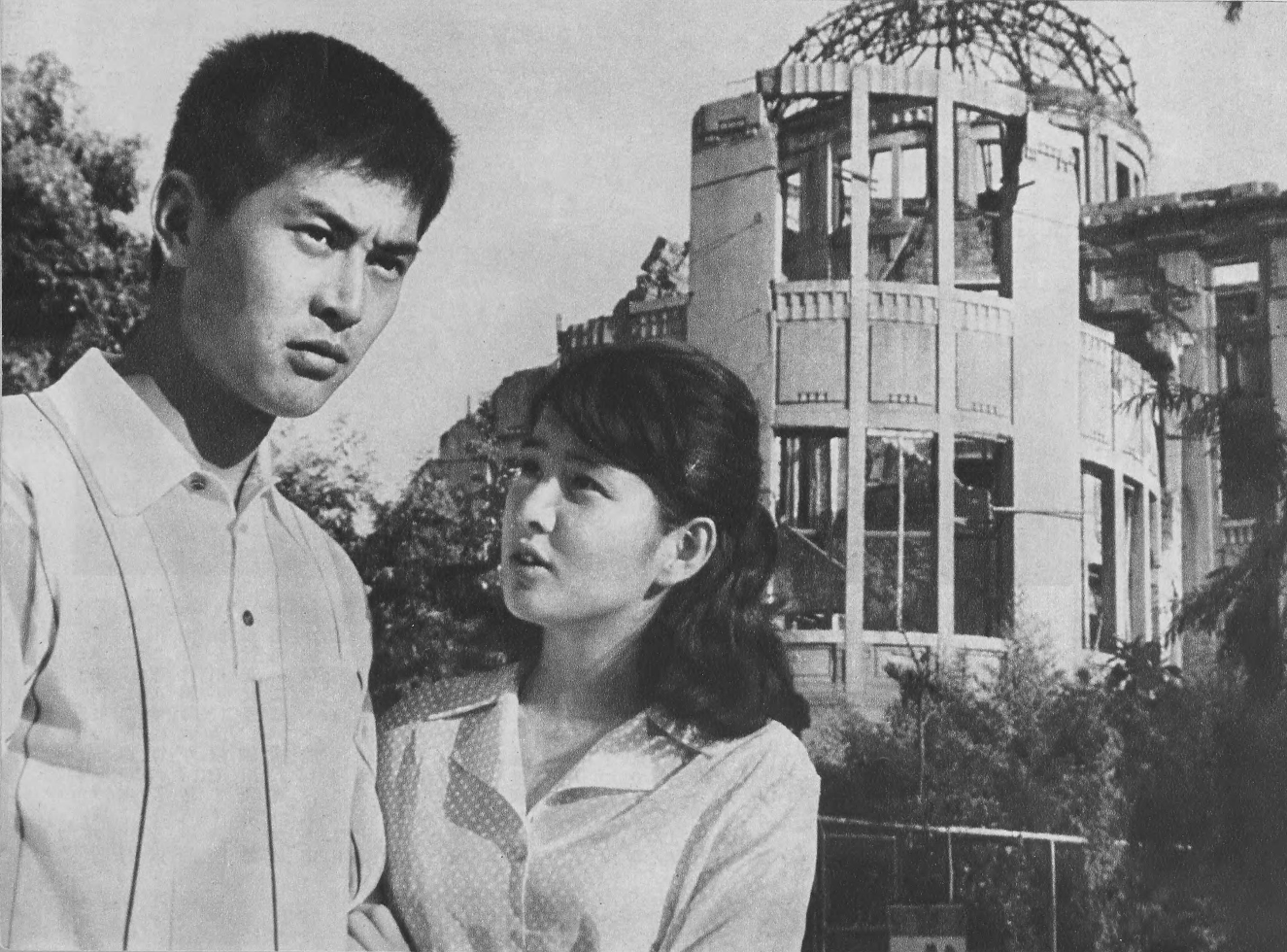
『愛と死の記録』（1966年）

- 新藤兼人 『原爆の子』（1952年、近代映画協会）
- 関川秀雄 『ひろしま』（1953年、日教組プロ）
- 木村荘十二『千羽鶴』（1958年、共同映画）
- アラン・レネ 『二十四時間の情事』（原題：Hiroshima,Mon Amour、1959年）
- 吉村公三郎 『その夜は忘れない』（1962年、大映）
- 蔵原惟繕 『愛と死の記録』（1966年、日活）
- 斎藤耕一 『海はふりむかない（1969年、松竹）
- 山田典吾 『はだしのゲン』1976年、1977年、1980年の3度に渡って実写映画化されている。
- 新藤兼人『さくら隊散る』（1988年、近代映画協会・五百羅漢寺）
- 今村昌平 『黒い雨』（1989年、今村プロ、原作：井伏鱒二）
- 手島悠介 『千羽づる』（1989年、共同映画全国系列会議・神山プロ）
- 森川時久 『夏少女』（1996年製作、2019年公開）
- 吉田喜重 『鏡の女たち』（2002年）
- 黒木和雄 『父と暮せば』（2004年、原作：井上ひさし）
- 青木亮 『二重被爆』（記録映画、2006年）
- 佐々部清 『夕凪の街 桜の国』（2007年、原作：こうの史代）
- スティーブン・オカザキ 『ヒロシマナガサキ』（原題「WHITE LIGHT/BLACK RAIN: the Destruction of Hiroshima and Nagasaki」,2007年,ドキュメンタリー）-2007年8月6日、HBO局にて全米放送された。
- 中村柊斗『アオギリにたくして』（2013年）
- ホナタン・ベール（スペイン語版）『ゴジラ＆ヒロシマ(Godzilla & Hiroshima: the dawn of Kaiju Eiga)』 - 2019年、ゴジラ制作に関わったスタッフのインタビューを軸に核兵器とゴジラ誕生を扱ったドキュメンタリー
- 五藤利弘 『おかあさんの被爆ピアノ』 - 2020年公開
- 黒崎博 『太陽の子』-2021年公開
- ジェームズ・キャメロン 『JIGOKU』　-2009年制作発表され現在企画進行中。
- バルタザール・コルマウクル 『TOUCH/タッチ』 Snerting（2024年、原作：オーラフル・ヨーハン・オーラフソン）

## 音楽
1995年から2004年にかけて「ヒロシマと音楽」実行委員会が調査したところによると、広島原爆に関する作品は1,800曲以上に及ぶ。『ヒロシマと音楽』（汐文社）で作品目録を見ることができる他、平和データベースで検索することができる。

### 年代順
- 作曲：深井史郎、作詞：大木惇夫　『平和への祈り』1949年
- 作曲：エルッキ・アールトネン「交響曲第2番《ヒロシマ》」1949年[12]
- 作曲：大木正夫 交響曲第5番「ヒロシマ」1953年[13]
- 作曲：クシシュトフ・ペンデレツキ 『広島の犠牲者に捧げる哀歌』1960年[14]
- 作曲：芥川也寸志、脚本：大江健三郎 オペラ『ヒロシマのオルフェ』 1960年
- 作曲：ルイジ・ノーノ『生命と愛の歌』1962年[15]
- 作曲・作詞：ミッキー・ニューベリー『An American Trilogy』1972年[16]
- 作曲：ガーソン・コンラッド、作詞：ヴィニシウス・ヂ・モライス 『ホーザ・ジ・ヒロシマ（ポルトガル語版）』1973年
- 作曲：ラルフ・ヒュッター・フローリアン・シュナイダー、作詞：ラルフ・ヒュッター・フローリアン・シュナイダー・エミール・シュルツ『Radioactivity』1975年[17]
- 作曲：糀場富美子『広島レクイエム』1979年[18]
- 作詞・作曲・歌：梅原司平『折り鶴』 1983年[19]
- 作詞・作曲：ゲイリー・ムーア『HIROSHIMA』 1983年[20]
- 作曲：イングヴェイ・マルムスティーン、作詞：グラハム・ボネット 『Hiroshima Mon Amour』 1983年[21]
- 作曲：團伊玖磨、作詞：エドマンド・ブランデン 交響曲第6番「HIROSHIMA」 1985年
- 作詞・作曲・歌：浜田省吾『八月の歌』 1986年[22]
- 作詞・作曲：Michael Lunn、歌：矢沢永吉『FLASH IN JAPAN』 1987年
- 作曲：細川俊夫『ヒロシマ･声なき声』 1989-2001年
- 作詞・作曲：ZERRY（忌野清志郎）『LONG TIME AGO』 1989年[23]
- 作詞・作曲・歌：さだまさし『広島の空』 1993年[24]
- 作詞・作曲：キング・クリムゾン『Coda: I Have a Dream』2000年[25]
- 作曲：三枝成彰、「チェロの為のREQUIEMⅡ〜hiroshima〜」2009年[26]
- 作曲：甲斐(古屋)さおり「原爆」2010年[26]
- 作詞・作曲：植広佳巳「桜と空に折り鶴を」2012年[27]
- 作曲：藤倉大、ピアノ協奏曲第4番「アキコのピアノ」2020年

### 年代不詳 (あるいは無記述)
- 作曲：木下航二、作詞：浅田石二 『原爆をゆるすまじ』
- 作曲：林光、作詞：原民喜 『原爆小景』
- 作曲：森脇憲三、作詞：薄田純一郎 『レクイエム「碑」』
- 作曲：遠藤雅夫、作詞：米田栄作ほか 『石の焔』
- 作曲：新実徳英、作詞：峠三吉ほか 『祈りの虹』
- 作曲：松下耕、作詞：鳥潟朋美 混声合唱組曲『風の夏』
- 作曲：黒沢吉徳、作詞：栄谷温子 混声合唱曲『消えた八月』
- 作曲・作詞：山本さとし 混声合唱曲『ヒロシマの有る国で』
- 作詞：松山善三、作曲：佐藤勝、歌：美空ひばり『一本の鉛筆』
- 作詞・作曲・歌：野田淳子『ヒロシマ 花』（音楽センター）
- 作詞・作曲・歌 :石井竜也〔HIROSHIMA '05〕〔イノチノチカイ〕[28]
- 作曲：三枝成彰、作詞：米田栄作 混声合唱組曲『川よ とわに美しく』
- 作曲：佐々木祐滋、作詞GODBREATH、歌 :佐々木祐滋『-INORI-』[29]
- 作曲：細川俊夫「ヒロシマ・レクイエム」「オラトリオ《ヒロシマ・声なき声》」
- 作曲：外山雄三、作詞：ナジム・ヒクメット、訳詞：中本信幸 『死んだ女の子』
- 作曲：OMD、作詞：アンディ・マクラスキー『エノラ・ゲイの悲劇』

## 工芸
- 原爆焼 - 1950年頃、「広島原爆記念会」が被害を後世へ伝えるために製作した陶器

## 展覧会
- 村上隆 『リトルボーイ展』（2005年、ニューヨーク） - 原爆をモチーフにした「サブカルチャー」展覧会